# Maladie cryptogamique
 (décembre 2012).
Si vous disposez d'ouvrages ou d'articles de référence ou si vous connaissez des sites web de qualité traitant du thème abordé ici, merci de compléter l'article en donnant les références utiles à sa vérifiabilité et en les liant à la section « Notes et références ».
Une maladie cryptogamique, ou maladie fongique, est une maladie causée à une plante par un champignon ou un autre organisme filamenteux (cas des Oomycetes) parasite. Lorsque c'est un animal qui est atteint, on parle plutôt de mycose. L'étude des champignons est la mycologie, et la mycologie végétale est une branche de la pathologie végétale.

## Définition de maladie cryptogamique

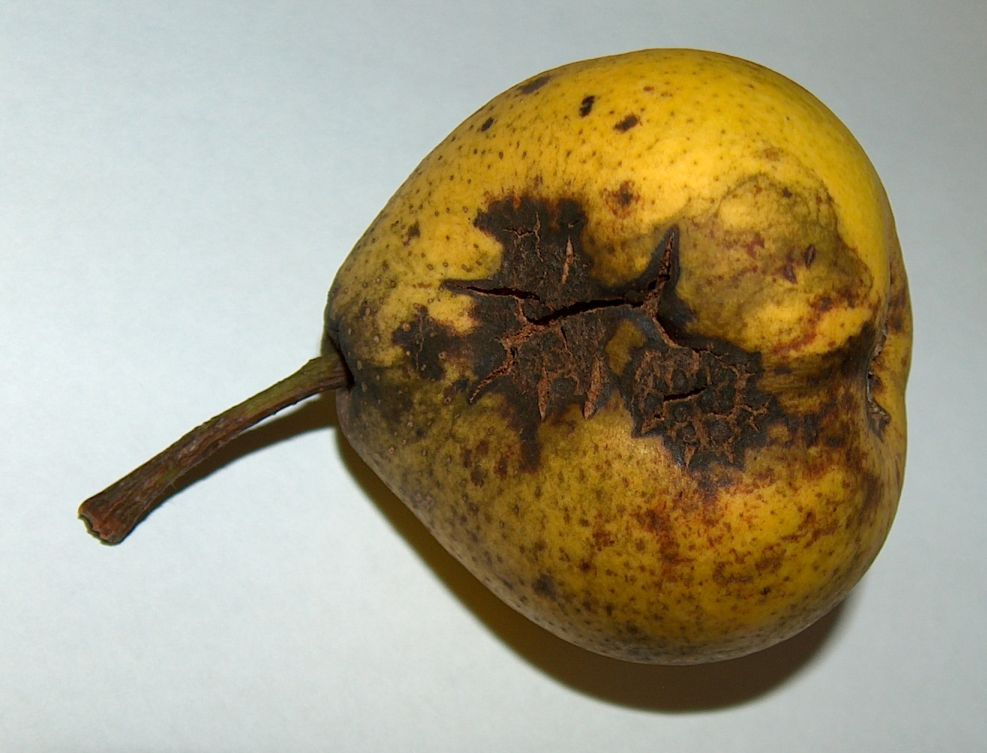
Poire atteinte de tavelure, maladie cryptogamique due à Venturia pyrina.

Historiquement, les champignons ainsi que d'autres organismes filamenteux étaient classés parmi les plantes cryptogames. Ce nom est resté chez les plantes pour les maladies causées par ces organismes. Les différentes formes de maladies cryptogamiques représentent environ 90 % des maladies des végétaux.

## Évolution générale d'une maladie cryptogamique
Contamination : les spores des champignons se déposent sur les plantes (transportées par le vent par exemple), germent et pénètrent à l'intérieur des tissus. Le champignon passe par les orifices naturels (stomates, lenticelles) ou pénètre par des blessures (notamment celles provoquées par des insectes ou par des tailles de branches), ou encore il est capable de traverser la cuticule.
Période d'incubation : le champignon se ramifie et envahit les cellules des tissus ou les espaces intercellulaires.
Apparition et développement des symptômes, accompagnés de la fructification du champignon.
La plante attaquée peut dépérir (nécrose des tissus, détournement de la sève, obstruction des vaisseaux…).
Les produits utilisés pour lutter contre les maladies cryptogamiques sont appelés fongicides.

## Exemples de maladies cryptogamiques
- Alternariose
- Anthracnose
- Botrytis ou Pourriture grise
- Charbon du maïs
- Cladosporiose
- Cloque du pêcher (Taphrina deformans)
- Coryneum ou Maladie criblée
- Entomosporiose
- Esca
- Eutypiose
- Fil rouge (Laetisaria fuciformis)
- Fonte des semis
- Fusariose
  - Fusariose froide (Fusarium nivalis)
- Gommose
- Graphiose de l'orme
- Gravelle
- Helminthosporiose (Drechslera poae)
- Mal secco
- Mildiou
- Moniliose ou Monilia
- Oïdium
  - Oïdium des graminées (Erisyphe graminis)
- Penicillium expansum
- pied noir
- Pyriculariose
- Rouille
  - Rouille noire (Puccinia graminis)
  - Rouille brachypode (Puccinia brachypodii)
  - Rouille couronnée (Puccinia coronata)
  - Rouille jaune du pâturin (Puccinia poarum)
  - Rouille grillagée du poirier ou rouille du Genévrier (Gymnosporangium sabinae)
- Septoriose (Septoria tritici et Septoria nodorum)
- Sclérotiniose
- Tavelure
- Verticilliose (Verticillium albo-atrum) et (Verticillium dahliae).

En 2012, dans la revue Molecular Plant Pathology, 495 phytopathologues ont établi une liste des dix espèces ou genres de champignons les plus importants du point de vue scientifique et économique.
1. Magnaporthe oryzae
2. Botrytis cinerea
3. Puccinia spp.
4. Fusarium graminearum
5. Fusarium oxysporum
6. Blumeria graminis
7. Mycosphaerella graminicola
8. Colletotrichum spp.
9. Ustilago maydis
10. Melampsora lini